# Castrofílax
Castrofílax (em grego: καστροφύλαξ; romaniz.: kastrophýlax; lit. "guarda/gestor da fortaleza") foi um oficial local bizantino tardio que serviu como assistente do céfalo (governador provincial) na manutenção da defesa de uma cidade fortificada (castro) e seu serviço de guarda.